# 庞德公

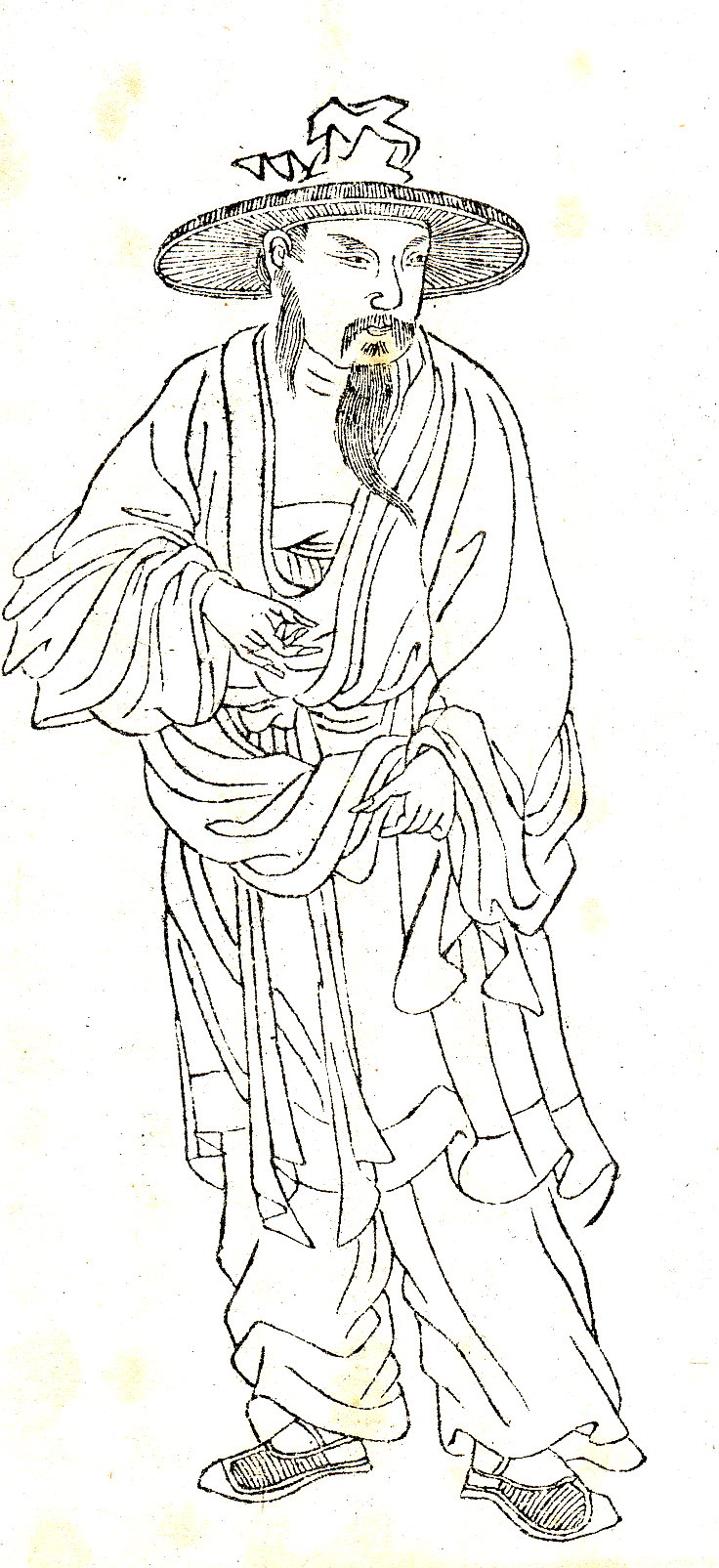
《晩笑堂竹庄畫傳》中庞德公像

庞德公（？—3世紀），本名不詳，字尚长，號德公，荆州南郡襄阳（今湖北省襄阳市）人，东汉末年隱士。他在襄阳之南的岘山躬耕，和司马徽、诸葛亮、徐庶等为好友。他称诸葛亮为卧龙，司马徽为水镜，他的侄儿庞统为凤雏。拒绝刘表的出仕邀请，在鹿门山隐居，采药而终。

## 龐公和龐德公

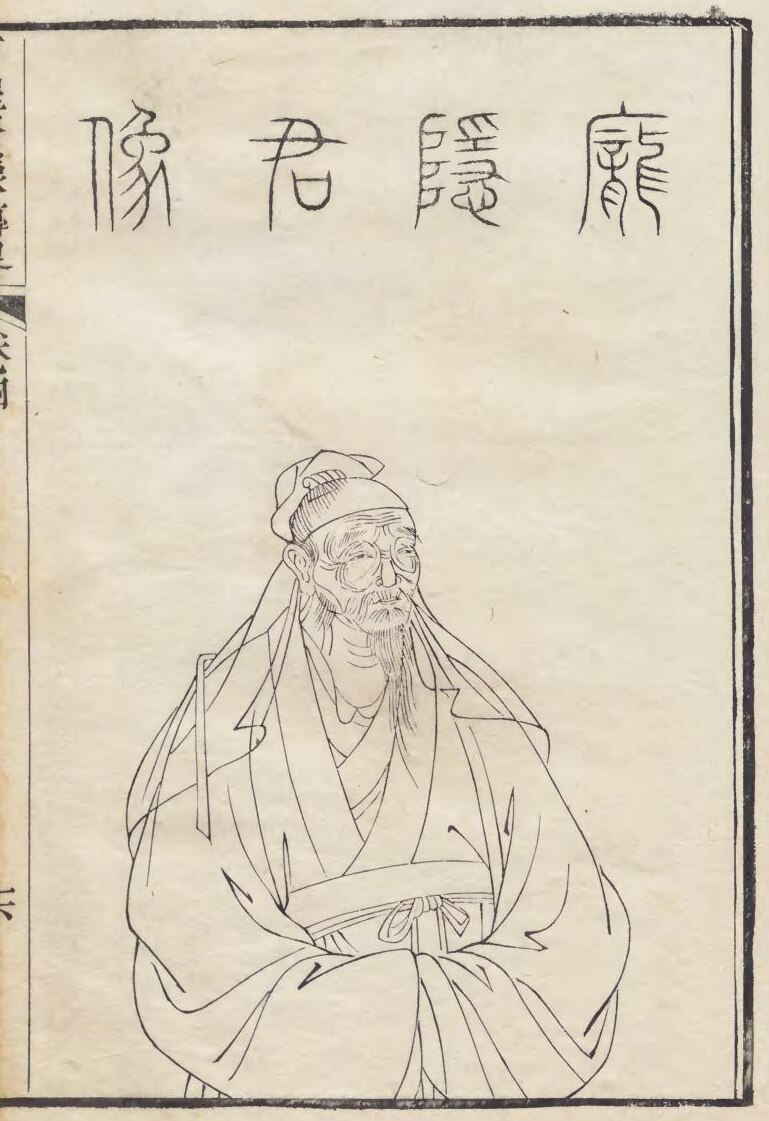
庞德公

谢思炜《庞德公是庞公吗？》认为《后汉书·逸民列传》的庞公并非庞德公，仅因唐朝章怀太子注释《后汉书》时误以为一人，才导致后世误认。庞公和庞德公的记载分歧如下：
- 庞公居岘山南，庞德公居沔水鱼梁洲；
- 庞公与妻子耕于垄上，亲身务农，而品评众人的庞德公明显是襄阳士人领袖，龐家亦是荊襄名門。
- 庞公采药一去不返，也无意让子孙做官，但庞德公之子庞山民官至魏黄门吏部郎，侄庞统出仕刘备，孙庞涣官至晋牂牁太守。

《襄陽記》描述司馬徽小龐德公十歲，視龐德公為兄長，稱呼為「龐公」，但當時的人誤以為「龐公」是龐德公的本名。

## 家庭

### 子女輩
子：庞山民
侄：龐統、庞林

### 孫子女輩
孫：庞涣

## 延伸阅读
[在维基数据编辑]
 《後漢書·卷83》，出自范晔《後漢書》
 在维基共享资源阅览影像